# Дандас, Лоуренс, 1-й маркиз Зетленд
Лоуренс Дандас, 1-й маркиз Зетленд (англ. Lawrence Dundas, 1st Marquess of Zetland; 16 августа 1844 − 11 марта 1929) — британский дворянин и консервативный государственный деятель, известный как Лоуренс Дандас с 1844 по 1873 год и граф Зетленд с 1873 по 1892 год. Он был лордом-лейтенантом Ирландии с 1889 по 1892 год.

## История, образование и военная служба
Родился 16 августа 1844 года в Лондоне. Старший сын Достопочтенного Джона Чарльза Дандаса (1808—1866), младшего сына Лоуренса Дандаса, 1-го графа Зетленда (1766—1839). Зетленд — архаичное написание Шетландских островов. Его матерью была Маргарет Матильда Толбот (? — 1907), дочь Джеймса Толбота. Он получил образование в Хэрроу и Тринити-колледже в Кембридже. В 1866 году был произведен в корнеты Королевской конной гвардии.

## Политическая карьера
К 1869 году, будучи лейтенантом, Лоуренс Дандас уволился из британской армии в 1872 году и в том же году был избран членом парламента от Ричмонда, Северный Йоркшир. Однако он заседал в Палате общин менее года, прежде чем сменил своего дядю на посту третьего графа Зетленда. Будучи лордом в ожидании с мая по сентябрь 1880 года, лорд Зетленд впоследствии перешёл от поддержки либералов к вступлению в Консервативную партию в 1884 году. В 1889 году он был отправлен в Ирландию в качестве лорда-лейтенанта. В том же году он был назначен кавалером Ордена Святого Патрика . На этом посту он оказался одновременно успешным и популярным и оставался там до тех пор, пока либералы не вернулись к власти в 1892 году. Он был приведен к присяге Тайным советом в 1889 году, а в 1892 году по рекомендации лорда Солсбери Лоуренсу Дандасу был пожалован титулы 1-го графа Рональдсея в графстве Оркни и 1-го маркиза Зетленда.
В 1890-х годах лорд Зетленд стал более активно участвовать в местной политике, став олдерменом в Совете графства Норт-Райдинг Йоркшира в 1894 году и будучи избранным мэром Ричмонда в 1895 и 1896 годах. В 1900 году он был произведен в кавалеры Ордена Чертополоха. Масон, как и его дядя и дед, маркиз Зетленд был провинциальным гроссмейстером общества в Северном и Восточном Райдинге Йоркшира с 1874 по 1923 год. Он также был увлеченным спортсменом и в течение тридцати пяти лет был мастером Шетландской охоты.

## Семья
3 августа 1871 года лорд Зетленд женился на леди Лилиан Селине Элизабет Ламли (1851 — 24 декабря 1943), дочери Ричарда Ламли, 9-го графа Скарборо (1813—1884), и Фредерики Мэри Аделизы Драммонд (? — 1907).
1-й маркиз Зетленд скончался в марте 1929 года в возрасте 84 лет в Аске-Холле, Йоркшир, и был похоронен там. Ему наследовал его старший из оставшихся в живых сын Лоуренс. Маркиза Зетленд умерла в декабре 1943 года. У них было пятеро детей:
- Леди Хильда Мэри Дандас (24 ноября 1872 — 19 мая 1957), в 1892 году вышла замуж за Чарльза Генри Фицроя, 4-го барона Саутгемптона (1867—1958), от браком с которым у неё было пятеро детей.
- Томас Дандас, лорд Дандас (19 января 1874 — 11 февраля 1874)
- Лоуренс Джон Ламли Дандас, 2-й маркиз Зетленд (11 июня 1876 — 6 февраля 1961), второй сын и преемник отца
- Леди Мод Фредерика Элизабет Дандас (9 июля 1877 — 15 марта 1967), в 1896 году вышла замуж за Уильяма Вентворта-Фицуильяма, 7-го графа Фицуильяма (1872—1943), от брака с которым у неё было пятеро детей.
- Лорд Джордж Хенидж Лоуренс Дандас (1 июля 1882 — 30 сентября 1968), в 1905 году женился на Айрис Уинифред Хэнли (ок. 1883—1969), но в браке детей не было.